# كريستيان فيرنر (دراج)
كريستيان فيرنر (بالألمانية: Christian Werner)‏ هو دراج ألماني، ولد في 28 يونيو 1979 في باد شفالباخ في ألمانيا.

## وصلات خارجية
- كريستيان فيرنر على موقع أرشيف الدراجات (الإنجليزية)
- كريستيان فيرنر على موقع إحصائيات الدراجات الإحترافية (الإنجليزية)